# 高山草甸 (加利福尼亞州)
高山草甸（英語：Alpine Meadows）是位於美國加利福尼亞州普萊瑟縣的一個非建制地區。該地的面積和人口皆未知。

## 地理
高山草甸的座標為39°10′43″N 120°13′40″W / 39.17861°N 120.22778°W，而該地的平均海拔高度為1975米（即6480英尺）。